# Риддерстольпе, Каролина
Юханна Каролина Ловиса Риддерстольпе, урождённая Кольбе (швед. Johanna Caroline Lovisa Ridderstolpe; 2 сентября 1793, Берлин — 9 октября 1878, Вестманланд (провинция)) — шведская певица и композитор.

## Биография
Каролина Кольбе родилась 2 сентября 1793 года в Берлине. Её родителями были Карл Кольбе, берлинский дирижёр, и его жена Луиза Рекиньи. Отец обучал девочку игре на нескольких инструментах; кроме того, она, вероятно, изучала композицию под руководством Карла Марии фон Вебера. Каролина обладала хорошим голосом и пела в стиле итальянского бельканто. Она бывала при дворе; одной из её близких подруг была принцесса Марианна, жена принца Вильгельма Прусского.
В 1816 году Каролина вышла замуж за Фредрика Риддерстольпе. Молодые супруги поселились в замке Тидё (Tidö slott) в Вестманланде. Позднее у них родилось двое детей. В Швеции Каролина также сблизилась с королевской семьёй и стала фрейлиной королевы Дезидерии и кронпринцессы Жозефины. Она участвовала в концертах, которые устраивались при дворе, а также выступала перед публикой, в частности, в салоне De la Croix.
В 1823 году Фредрик Риддерстольпе был назначен губернатором Вестманланда. В 1850 году Каролина Риддерстольпе была избрана почётным членом Шведской королевской музыкальной академии. В 1878 году она умерла в замке Фихольм в Вестманланде.
Сохранились нотные тетради Каролины, которые показывают, что в её репертуаре преобладала музыка немецких композиторов: Моцарта, Шпора, Рейхардта. Одна из тетрадей содержит арии из опер Паэра, Ливерати и Рунгенхагена. Произведения самой Каролины представляют собой песни, часто написанные на тексты на немецком языке и имеющие много общего с немецкими Lieder. В некоторых из них ощутимо влияние учителей Каролины — Вебера и Рейхардта. Многие из них посвящены друзьям Каролины Риддерстольпе, в том числе членам королевской семьи.